# Kinga Zielińska
Kinga Zielińska est une ancienne joueuse de volley-ball polonaise née le 6 mars 1988 à Świdnik. Elle mesure 1,86 m et jouait au poste de réceptionneuse-attaquante. 

## Clubs
| Club                | De        | À         |
| ------------------- | --------- | --------- |
| SMS PZPS Sosnowiec  | 2004-2005 | 2006-2007 |
| AZS AWF Poznań      | 2007-2008 | 2007-2008 |
| Pałac Bydgoszcz     | 2008-2009 | 2011-2012 |
| KS Murowana Goślina | 2011-2012 | 2011-2012 |
| PSPS Chemik Police  | 2012-2013 | 2012-2013 |